# Land of Bad
Super Cool
Es una película de comedia y acción estadounidense de 2024 dirigida por William Eubank, quien coescribió el guion con David Frigerio. La película está protagonizada por Liam Hemsworth, Russell Crowe, Luke Hemsworth, Ricky Whittle y Milo Ventimiglia.
Land of Bad se estrenó en cines el 16 de febrero de 2024.

## Sinopsis
El capitán Eddie "Reaper" Grimm, piloto de drones Fuerza Aérea de los Estados Unidos, brinda apoyo aéreo desde un MQ-9 Reaper de General Atomics a un equipo de la Fuerza Delta del Ejército de los Estados Unidos en tierra, en el sur de Filipinas. Después de un percance, el sargento JJ "Playboy" Kinney, un joven oficial TACP de la fuerza aérea adjunto al equipo de drones como su JTAC, se encuentra como parte de un equipo de extracción que depende únicamente del apoyo aéreo remoto de Reaper.

## Reparto
- Liam Hemsworth como el Sargento JJ "Playboy" Kinney
- Russell Crowe como el Capitán Eddie "Reaper" Grimm
- Luke Hemsworth como el Sargento Abel
- Ricky Whittle como Sargento Bishop
- Milo Ventimiglia como el Sargento mayor John "Sugar" Sweet
- Chika Ikogwe como la Sargento Nia Branson
- Daniel MacPherson como Coronel Duz Packett
- Robert Rabiah como Saeed Hashimi, líder de los rebeldes de Abu Sayyaf
- Gunner Wright como el Capitán David Andrews
- George Burgess como el Cabo Cooper

## Producción
La película, originalmente titulada JTAC, fue escrita por David Frigerio y William Eubank en 2012 y 2013 en las cafeterías Satellite Coffee de Albuquerque durante la producción de su película The Signal. Poco después de escribir el guion, Eubank y Frigerio siguieron a los JTAC de la vida real durante dos semanas en el Centro Nacional de Entrenamiento de Fort Irwin; su inmersión en el mundo del control aéreo avanzado fue extensa y los dos se comunicaron por radio en "nueve líneas" (instrucciones de apoyo aéreo cercano) a los pilotos del F-35 durante los ejercicios. El proyecto de reparto, con Eubank también como director, se anunció por primera vez en el Mercado de Cine de Cannes de 2022, con Russell Crowe y Liam Hemsworth como los primeros miembros del reparto adjuntos a la película. En septiembre de 2022, se agregaron anuncios de casting adicionales a Milo Ventimiglia, Luke Hemsworth, Ricky Whittle, Daniel MacPherson, Chika Ikogwe, y Robert Rabiah. Crowe trajo a George Burgess al elenco.
La fotografía principal comenzó en septiembre de 2022 y se extenderá hasta noviembre de 2022 en Gold Coast, Queensland. La producción aprovechó los incentivos de ubicación ofrecidos por el gobierno australiano, generando aproximadamente 270 puestos de trabajo para la industria cinematográfica local.
Durante la producción, Signature Entertainment compró los derechos de distribución para el Reino Unido e Irlanda, Francia y Escandinavia, y la distribución en los Estados Unidos estuvo a cargo de The Avenue.

## Estreno
Land of Bad se estrenó en Estados Unidos el 16 de febrero de 2024.